# Europski hrčak
Europski hrčak (lat. Cricetus cricetus) je jedina vrsta iz roda Cricetus. Ova vrsta je kritično ugrožena, nalazi se na crvenom popisu ugroženih vrsta. Taj je hrčak nekoć živio na većem dijelu teritorija Europe i Rusije, no sad je nestao s gotovo svih izvornih staništa i ako se nastave sadašnji trendovi, IUCN procjenjuje da će između 2020. i 2050. godine izumrijeti. Ključni razlog smanjenja njegova broja je drastično smanjenje stope razmnožavanja te životinje. Ranije je svaka ženka godišnje okotila 20 mladih, a sad tek pet do šest. Uzroci se povezuju s klimatskim promjenama i svjetlosnim zagađenjem.
U prošlosti su deseci milijuna hrčaka godišnje bili izlovljavani radi krzna. Izlov je prestao 1970-ih u gotovo svim državama, a opstalo je djelomično jedino u Mađarskoj.

## Vanjske poveznice
|  | Zajednički poslužitelj ima još gradiva o temi Cricetus cricetus |
|  | Wikivrste imaju podatke o taksonu Cricetus cricetus             |